# 非法正義
是一部於2002年上映的美國犯罪驚悚電影，該片由山姆·曼德斯執導，編劇為大衛·賽爾夫，改編自麥克斯·艾倫·柯林斯的同名視覺文學。電影由湯姆·漢克斯、保羅·紐曼、裘德·洛和丹尼爾·克雷格主演。時代背景設定在正值經濟大恐慌的1931年，劇情描述一名幫派職業殺手和他的兒子因全家人遭到殺害而踏上復仇之路。
電影的故事發生在芝加哥地區。曼德斯在1999年完成備受讚譽的《美國心玫瑰情》後，開始尋找一則以畫面而非對話來傳遞情緒的故事。電影攝影師康拉德·霍爾利用環境場景建立電影中的各種象徵和隱喻，並因此獲得奧斯卡最佳攝影獎等數座獎項。《非法正義》探討了許多議題，包括暴力的後果以及父子關係。
《非法正義》在2002年7月12日上映，全球總票房超過1億8000萬美元。

## 劇情
1931年，在經濟大恐慌期間，老麥可·蘇利文（Michael Sullivan Sr.）是居住在伊利諾伊州洛克島（Rock Island）的愛爾蘭幫派殺手。幫派老大約翰·魯尼（John Rooney）長期照顧自小便是孤兒的蘇利文，對蘇利文十分溺愛，卻對自己親生兒子康諾相當冷淡，情緒不穩定的康諾（Connor）經常為此所苦。
某一天蘇利文的長子小麥克·蘇利文因好奇而躲在汽車座椅下跟著父親偷看父親及康諾工作現場，卻目擊到康諾近距離開槍射殺生意夥伴，蘇利文也隨即持衝鋒槍將聽到槍聲趕來的保鑣射殺，而其偷看的行為也被父親及康諾察覺。不久後康諾以小麥克會將看到他們殺人的事洩露出去為由潛入蘇利文家殺害了蘇利文的妻子及次子，而小麥克本人則因晚歸而逃過一劫，但在家門外目擊到康諾離開。蘇利文決定和倖存下來的12歲長子一同對康諾展開復仇行動。在親生兒子和更寵愛的蘇利文之間，魯尼最後選擇了幫助自己的親生兒子，指派殺手麥奎爾（Maguire）進行殺害蘇利文的任務。蘇利文父子兩人一面躲避麥奎爾的多次襲擊一面襲擊獵殺幫派幹部，最後連將照顧自己長大的老大約翰也射殺後，幫派決定交出康諾。殺死康諾後，蘇利文帶著兒子來到妻子的姊姊家，被事先隱藏埋伏在那兒的殺手麥奎爾用兩顆子彈擊中、蘇利文用盡最後的力氣射殺了麥奎爾，並在哭泣不止的兒子懷抱中死去。

## 演員
- 湯姆·漢克斯 飾 老麥克·蘇利文（Michael Sullivan, Sr.），一個為約翰·魯尼工作的頂尖殺手。
- 泰勒·霍奇林 飾 小麥克·蘇利文（Michael Sullivan, Jr.），老麥克·蘇利文的長子。
- 保羅·紐曼 飾 約翰·魯尼（John Rooney），一個犯罪集團的首領，將蘇利文當做自己的孩子。
- 裘德·洛 飾 赫林·麥奎爾（Harlen Maguire）
- 丹尼爾·克雷格 飾 康諾·魯尼（Connor Rooney），情緒不穩定、個性暴力的約翰·魯尼之子
- 史丹利·圖奇 飾 法蘭克·尼提（英语：Frank Nitti）
- 珍妮佛·傑森·李 飾 安妮·蘇利文（Annie Sullivan），老麥克·蘇利文的妻子
- 连姆·艾肯 飾 彼得·蘇利文（Peter Sullivan），老麥克·蘇利文的次子，遭到殺害
- 迪倫·貝克 飾 Alexander Rance
- Ciarán Hinds 飾 Finn McGovern
- 安東尼·拉帕里亞 飾 艾爾·卡彭

## 製作
主體拍攝於2001年3月5日開始，於芝加哥進行製作。

## 發行
當電影在2001年6月拍攝完成時，製片公司原本預計安排在同年的聖誕節上映。但曼德斯在2001年9月向製片公司爭取了更多時間，因此電影延後至2002年7月12日才上映。

### 票房收入
《非法正義》在美國首周於1,798間戲院上映，與多部同期上映的新片競爭，包括《火焰末日》（Reign of Fire）、《月光光心慌慌之大屠殺》（Halloween: Resurrection）和《鱷魚捕手》（The Crocodile Hunter: Collision Course）。《非法正義》的首周票房收入為$22,079,481美元，在當周僅次於上映兩星期的《MIB星際戰警2》。《非法正義》在美國最後的總票房收入為$104,454,762美元，美國以外的國家則為$76,546,716美元，全世界票房收入共計$181,001,478美元。

### 專業評論反響
《非法正義》獲得了許多正片評價和影評人的讚賞。影評家詹姆士·伯拉迪尼利（James Berardinelli）稱讚該片的氣氛營造與視覺效果，但認為除了蘇利文的兒子之外的角色無法讓觀眾產生情感的連結。羅傑·艾伯特在《芝加哥太陽報》上讚揚霍爾的攝影以及畫面上「水」的主題性隱喻，但同樣也認為無法與角色之間產生共感。
影評集計網站爛番茄上《非法正義》獲得81%的正面評價，來自210篇影評，平均分數為7.5/10。Metacritic網站在100篇主流媒體的影評中，選出36篇影評並透過加權平均後給予《非法正義》72/100的分數。

### 獲獎
《非法正義》共獲得6項奧斯卡金像獎提名，分別為：最佳男配角（保羅·紐曼）、最佳藝術指導、最佳攝影（康拉德·霍爾）、最佳原創配樂（湯瑪斯·紐曼）、最佳音效（史考特·米蘭、鮑勃·畢莫和約翰·布里伽特）以及最佳音效剪輯（史考特·海克）；最後由霍爾奪下最佳攝影獎。
《非法正義》也獲頒英國電影學院獎的最佳攝影獎與最佳場景設計獎，紐曼則在最佳男配角項目上獲提名。康拉德·霍爾也獲得了美國電影攝影師協會（American Society of Cinematographers）頒發的「院線電影攝影傑出成就獎」。2006年4月，《帝國》雜誌將《非法正義》選為前20大漫畫書改編電影的第6名。

## 資料來源
1. 1 2 3 4  . Box Office Mojo. IMDb.   [2010-04-24]. （原始内容存档于2019-07-09）.
2. ↑  Fuson, Brian. . The Hollywood Reporter 367 (15). 2001-03-06: 29-30, 32, 34, 36, 38, 73-84 （美国英语）.ProQuest 2467899081
3. 1 2  Jeff Jensen. . Entertainment Weekly. 2002-07-19  [2007-06-06]. （原始内容存档于2014-04-13）.
4. ↑  . Box Office Mojo. IMDb.   [2010-04-24]. （原始内容存档于2019-01-30）.
5. ↑  James Berardinelli, James. . ReelViews.net. 2002  [2007-07-25]. （原始内容存档于2007-09-29）.
6. ↑  Ebert, Roger. . Chicago Sun-Times. 2002-07-12  [2007-07-25]. （原始内容存档于2012-09-07）.
7. ↑  . Rotten Tomatoes. Flixter.   [2010-04-24]. （原始内容存档于2021-05-10）.
8. ↑  . Metacritic. CBS Interactive.   [2010-04-24]. （原始内容存档于2010-05-10）.
9. ↑  . Oscars.org.   [2007-05-20]. （原始内容存档于2008-07-03）.
10. ↑  . CNN. 2003-02-24  [2010-04-24]. （原始内容存档于2021-04-18）.
11. ↑  . TheASC.org.   [2007-05-20]. （原始内容存档于2008-06-09）.
12. ↑  . Empire. April 2006: 98–103  [2011-01-01]. 原始内容存档于2006-11-02.

## 外部連結
- 互联网电影数据库（IMDb）上《非法正義》的资料（英文）
- 豆瓣电影上《非法正義》的資料 （简体中文）
- 爛番茄上《非法正義》的資料（英文）
- Box Office Mojo上《非法正義》的資料（英文）